# Fendi
Fendi este o casă de modă italiană de lux, care produce vestimentație haute couture și prêt-à-porter de calitate superioară. A fost înființată la Roma în 1925 ca magazin ce comercializa haine de blană și piele. Astăzi, împreună cu brandurile Louis Vuitton, Kenzo și Givenchy aparține corporației de modă LVMH.

## Istorie
Casa de modă Fendi a fost deschisă în 1925 de către Adele și Edoardo Fendi, ca un magazin de blănuri și piele, care în scurt timp a devenit foarte apreciat în lumea modei de pretutindeni. În anul 1946, cele cinci fiice a celor doi fondatori, Paola, Anna, Franca, Carla și Alda, s-au alăturat companiei și au continuat businessul familiei. Fiecărei din ele i-a revenit câte 20 % din acțiunile totale ale firmei. Cu toate acestea, ele au reușit să ridice prestigiul brandului datorită creatorului de modă german, Karl Lagerfeld, care în 1965 a devenit directorul creativ a casei de modă. Acesta a devenit unul dintre cei mai importanți și renumiți directori creativi pe care i-a avut casa de modă Fendi.
În 1994, Paola Fendi i-a oferit surorii sale mai mici, Carla, conducerea companiei. Tot în același an, businessului de familie i s-a alăturat și Silvia Venturini Fendi, fiica Annei Fendi. Începând de atunci și până în prezent, aceasta a devenit directorul creativ al departamentului de accesorii și articole bărbătești. Așadar, până în 1999, Fendi și-a concentrat 32% din totala producție a businessului în blănuri și îmbrăcăminte, 40% în accesorii și 28% în alte activități, ce țin în principal de furnizarea licențelor.
Casa de modă Fendi a fost un business de familie până în anul 1999, atunci când Prada și LVMH și-au unit forțele pentru a cumpăra 51% din acțiunile companiei pentru 545 milioane de dolari. În procesul de licitație, casa de modă Gucci a rămas pe dinafară. În urma acestei afaceri, Prada și LVMH se obligau să cumpere din cele 49% rămase familiei Fendi, în cazul în care surorile decideau să le vândă. În anul 2001 brand-ul a pierdut aproximativ 20 milioane de euro, iar un asemenea eșec se repetă și în 2002. Astfel, în 2002, Prada a fost de acord să își vândă cele 25,5% de acțiuni pe care le deținea, corporației LVMH pentru 265 milioane de dolari. Tot în același an, LVMH a mai achiziționat 15,9% din acțiuni. Cu toate acestea, Carla Fendi, una din membrii familiei fondatoare, a continuat să rămână ca acționar minoritar până în 2008.

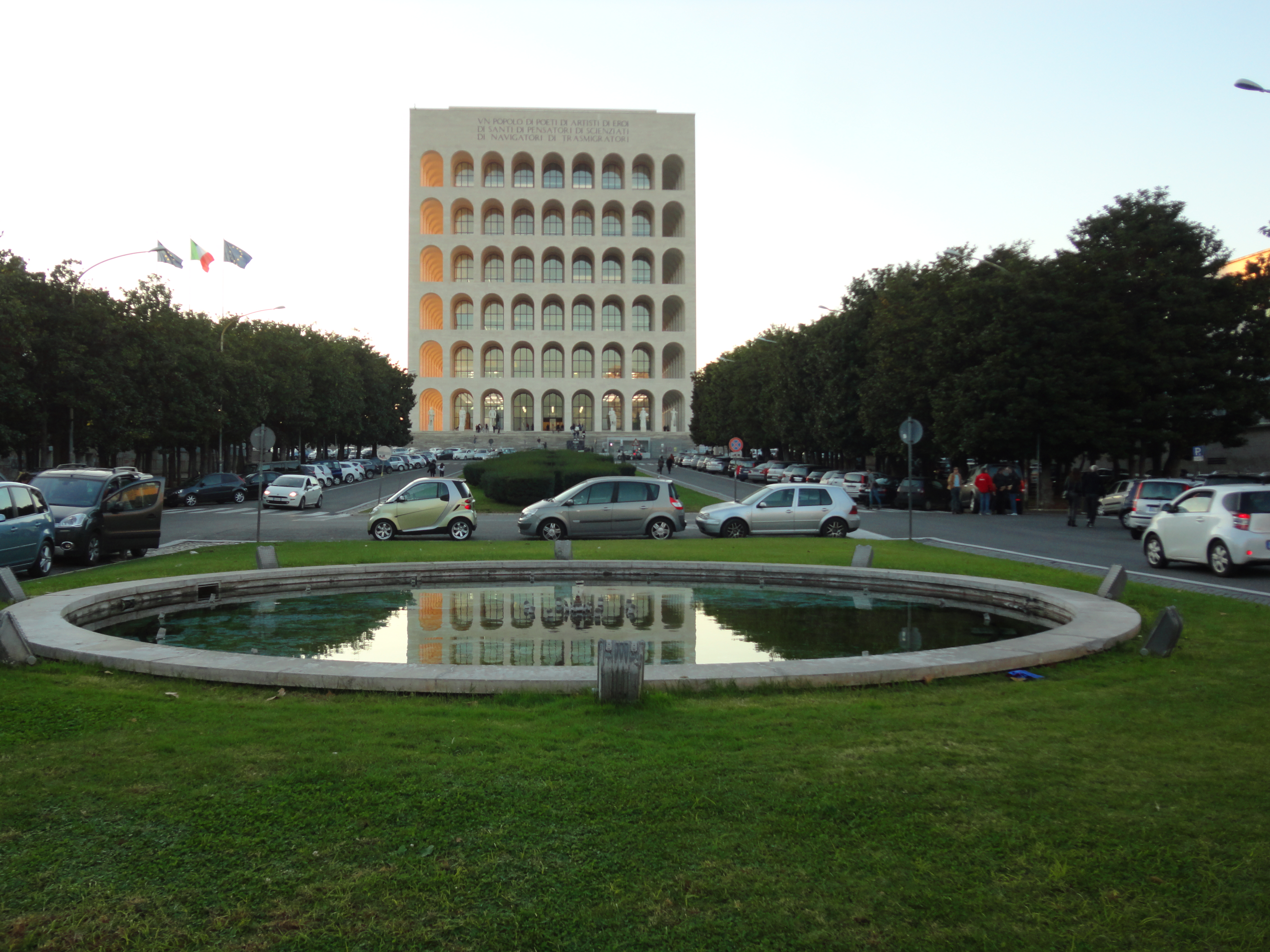
Clădirea Palazzo della Civiltà Italiana, unde își are sediul principal marca Fendi

În 2015, Fendi a încetat producția liniilor de parfum. Tot începând cu acest an, casa de modă Fendi își va avea sediul central la Palazzo della Civiltà Italiana. Chiria anuală a acestui spațiu ajungând în acea perioadă la suma de 2,8 milioane de euro.
În 2017, Fendi în colaborare cu platforma de comerț online Farfetch, a lansat un magazin specializat de genți de mână realizate exclusiv la comandă.
Până în 2018, Fendi a depășit pragul de 1 miliard de euro pentru vânzările anuale. La acel moment, compania avea 3.000 de angajați în întreaga lume, inclusiv aproximativ 400, care lucrau în ateliere specializate în piele și blană din Italia. De asemenea, casa de modă opera o rețea de 215 magazine în întreaga lume. Iar în luna iunie a aceluiași an, Fendi a ales super-modelul Marco Castelli pentru o colaborare specială cu Safilo.
În septembrie 2020, designerul englez Kim Jones a fost anunțat că preia rolul de director artistic al colecției de femei Fendi, ocupată anterior de Lagerfeld.